# دارمشتات
دارمشتات (به آلمانی: Darmstadt)، یکی از شهرهای ایالت هسن در آلمان است که جمعیت آن در پایان سال۲۰۲۰ بیش از ۱۶۰٬۰۰۰ نفر بوده است. این شهر در جنوب کلان‌شهر فرانکفورت و در فاصلهٔ ۲۰ کیلومتری از فرودگاه فرانکفورت واقع شده است. این شهر تا قبل از تشکیل امپراتوری آلمان در ۱۹۱۸ به صورت یک منطقهٔ مستقل فعالیت می‌کرد و تا سال ۱۹۴۵ به عنوان مرکز ایالت هسن بوده است.
دارمشتات به خاطر انستیتوهای علمی، دانشگاه‌ها و شرکت‌های معتبر، عنوان رسمی Wissenschaftsstadt (ویزنشافتس اشتات: به معنای شهر علم و دانش) را دارا است. عنصر صدودهم جدول تناوبی که توسط موسسه‌ای تحقیقاتی در این شهر کشف شد دارمشتاتیوم نام گرفت. مرکز کنترل آژانس فضایی اروپا (ESOC ای‌اس‌اُسی) و مرک در این شهر قرار دارند.

## مراکز مهم
با وجود اینکه دارمشتات شهری نسبتاً کوچک است اما مراکز عملی و صنعتی مهمی در آن قرار گرفته‌اند. از جمله:
- دانشگاه فنی دارمشتات: یکی از معتبرترین دانشگاه‌های فنی در آلمان و عضو گروه TU9.
- شرکت داروسازی مرک: قدیمی‌ترین شرکت داروسازی جهان.
- مرکز کنترل آژانس فضایی اروپا ESOC: مرکز کنترل ماهواره‌ها و فضاپیماهای آژانس فضایی اروپا از جمله فضاپیمای روزتا.
- مرکز تحقیقات یون‌های سنگین GSI هلمهولتز: موسسه‌ای که موفق به کشف عنصر دارمشتاتیوم با عدد تناوبی ۱۱۰ شد.
- جامعه فرانهوفر: موسسات Fraunhofer IGD, Fraunhofer LBF, Fraunhofer SIT

## ورزش
باشگاه فوتبال دارمشتات ۹۸ در این شهر فعالیت می‌کند و در انتهای فصل ۲۰۱۵–۲۰۱۴ به بوندسلیگا صعود کرد.

## نگارخانه
- کلنی (مجتمع) هنرمندان دارمشتات
- لوئیزن پلاتز، میدان مرکزی دارمشتات
- ایستگاه قطار مرکزی دارمشتات